# San Pietro in Guarano
San Pietro in Guarano é uma comuna italiana da região da Calábria, província de Cosenza, com cerca de 3.711 habitantes. Estende-se por uma área de 48 km², tendo uma densidade populacional de 77 hab/km². Faz fronteira com Castiglione Cosentino, Celico, Lappano, Rende, Rose, Rovito, Zumpano.

## Demografia
| Variação demográfica do município entre 1861 e 2011                               |
|                                                                                   |
| Fonte: Istituto Nazionale di Statistica (ISTAT) - Elaboração gráfica da Wikipedia |